# Fraates IV
Fraates IV (em latim: Phraātēs; em grego: Φραάτης; romaniz.: Phraátēs; em parta: 𐭐𐭓𐭇𐭕; romaniz.: Frahāt), filho de Orodes II, governou o Império Parta de 37 a.C. a 2 a.C. Foi indicado como sucessor ao trono após a morte de seu irmão Pácoro. Assim, assassinou seu pai e todos os seus trinta irmãos. Foi atacado em 36 a.C. pelo general romano Marco Antônio e posteriormente veio a concluir um tratado com Augusto pelo qual a Pártia devolvia prisioneiros e as águias conquistadas, e reconhecia a supremacia de Roma sobre a Armênia.
Foi morto em cerca de 2 a.C. por sua mulher e seu filho Fraates V.

## Nome
Fraates (Φραάτης, Phraátēs; Phraātēs), Afraates (Aφραάτης, Aphraátēs; Aphraātēs) ou Fraoates (Φραõάτης, Phraoátēs) são as formas grega e latinas do parta Fraate (𐭐𐭓𐭇𐭕, Frahāt), que derivou do iraniano antigo Fraata (*Frahāta-), "adquirido". Foi registrado em siríaco como Afraate (em siríaco: ܐܦܪܗܛ, Ap̄rahaṭ), armênio como Raate (Հրահատ, Hrahat) e em persa novo como Afraate (فرهاد, Afrahāt) e Farade (فرهاد, Farhād).

## Ascensão
Durante o reinado de seu pai, chamado de Hirodes por Plutarco, Crasso foi capturado e morto pelos partas. O general parta, Surena, foi logo depois assassinado por Orodes, enciumado do seu sucesso; com a morte de Pácoro, filho de Orodes, derrotado em batalha pelos romanos, Fraates tornou-se o herdeiro.
Orodes ficou doente, e Fraates deu-lhe veneno; quando a doença absorveu o veneno, Fraates, impaciente, tomou o caminho mais rápido e estrangulou o próprio pai.

## Morte
Fraates IV da Pártia tinha vários filhos legítimos, e uma concubina italiana de nome Termusa, presente de Júlio César. Fraates e Termusa tinham um filho, Fraataces, e Termusa, querendo que seu filho sucedesse o pai, convenceu Fraates IV a enviar seus filhos legítimos como reféns para Roma. Fraates enviou seus filhos e netos para Roma, segundo Augusto, porque queria a amizade dos romanos. Fraataces, porém, não quis esperar a morte do pai, e, com ajuda da mãe, o assassinou, tomando a mãe por amante em seguida. Os persas, indignados pelo parricídio e pela amor não natural entre filho (Fraates V da Pártia) e mãe os expulsaram, e ele morreu. Não querendo ficar sem reis, e precisando de um descendente de Ársaces I da Pártia, eles chamaram Orodes, porém este era muito cruel e foi assassinado. Em seguida, chamaram para reinar, de Roma, Vorones, filho de Fraates, mas rapidamente mudaram de ideia, não querendo ser governados por alguém que foi escravo (pois os partas chamavam os reféns de escravos), convidaram Artabano, que era descendente de Ársaces e rei da Média, para ser seu rei.
Houve guerra entre as duas facções e, inicialmente, a maioria dos partas estavam com Vorones, que derrotou Artabano, que fugiu para as montanhas da Média. Mais tarde, Artabano reuniu um grande exército, e derrotou Vorones, que fugiu para a Armênia.